# Mudaganur, Hunsur
Mudaganur là một làng thuộc tehsil Hunsur, huyện Mysore, bang Karnataka, Ấn Độ.